# L'Enfant de la rue (film, 1914)
Pour les articles homonymes, voir L'Enfant de la rue.
L'Enfant de la rue (en suédois : Gatans barn) est un film muet suédois, sorti en 1914 et dirigé par Victor Sjöström.

## Fiche technique
- Réalisateur : Victor Sjöström
- Scénario : Johanne Skram Knudsen et Poul Knudsen
- Production : Svenska Biografteatern AB
- Date de sortie : 19 octobre 1914[1]

## Distribution
- Lili Beck
- Stina Berg
- Emil Bergendorff
- John Ekman
- Jenny Tschernichin-Larsson